# أورانج فري ستيت
أورانج فري ستيت (بالأفريكانية: Oranje-Vrijstaat)، جمهورية ذات سيادة مستقلة تحكمها جماعة البوير تحت مظلة الولاية البريطانية في جنوب إفريقيا خلال النصف الثاني من القرن التاسع عشر، والتي زالت بعد استسلامها للإمبراطورية البريطانية وهزيمتها في حرب البوير الثانية عام 1902. وهي تُعد واحدة من السلائف التاريخية الثلاثة لمقاطعة الولاية الحرة الحالية.
رسمت المملكة المتحدة لبريطانيا العظمى وأيرلندا حدودها بين نهري أورانج وفال في عام 1848 بعد الإعلان عن سيادة منطقة نهر أورانج، وتم تعيين وزير مقيم لها في بلومفونتين. تُعد بلومفونتين والأجزاء الجنوبية من منطقة نهر أورانج موطنًا سابقًا لجماعتي غريكا وتريكبوير اللتين قدمتا من كيب تاون.
تبنت جماعة فورتريكر في جمهورية ناتاليا، التي تأسست في عام 1837، إدارة الجزء الشمالي من الإقليم من خلال مالكي الأراضي، متخذةً وينبورغ مقرًا لها. انضمت هذه المنطقة الشمالية لاحقًا في اتحاد مع جمهورية بوتشيفستروم، التي أصبحت في النهاية جزءًا من جمهورية أفريقيا الجنوبية (ترانسفال).
بعد منح السيادة لجمهورية ترانسفال، سعى البريطانيون إلى التخلي عن مسؤولياتهم الدفاعية والإدارية للمنطقة بين نهري أورانج وفال، بينما أراد السكان الأوروبيون المحليون بقائهم. أدى ذلك إلى اعتراف البريطانيين باستقلال سيادة نهر أورانج واستقلال البلاد بالكامل رسميًا باسم فري أورانج ستيت في 23 فبراير من عام 1854 بعد توقيع اتفاقية نهر أورانج. ضمت الجمهورية الجديدة منطقة نهر أورانج، متبعةً تقاليد جمهورية وينبورغ-بوتشفستروم.
تم ضم فري أورانج ستيت باسم مستعمرة نهر أورانج في عام 1900. انتهى وجود جمهورية البوير المستقلة تمامًا في 31 مايو من عام 1902 بعد التوقيع على معاهدة فيرينيغنغ في نهاية حرب البوير الثانية. بعد فترة من الحكم المباشر من قِبَل البريطانيين، حصلت المنطقة على الحكم الذاتي في عام 1907 وانضمت إلى اتحاد جنوب أفريقيا في عام 1910 باسم مقاطعة أورانج فري ستيت، إلى جانب مقاطعات كاب وناتال وترانسفال. في عام 1961، تمت تسمية اتحاد جنوب أفريقيا باسم جمهورية جنوب أفريقيا.
إن اسم الجمهورية مشتق جزئيًا من نهر أورانج، الذي سماه المستكشف الهولندي روبرت جاكوب غوردون تكريمًا للعائلة الحاكمة الهولندية، عائلة أوراني-ناساو، التي ارتبط نسبها جزئيًا مع إمارة أورانج في بروفنس الفرنسية. شكلت اللغة الهولندية اللغة الرسمية في دولة أورانج فري ستيت.

## الخلفية

### المستوطنات الأولى
وصل الأوروبيون لأول مرة إلى البلاد الواقعة شمال نهر أورانج بحلول نهاية القرن الثامن عشر. كان من أبرز هؤلاء الزوار المستكشف الهولندي روبرت جاكوب غوردون، الذي رسم خريطة المنطقة وأعطى نهر أورانج اسمه. في ذلك الوقت، كانت نسبة السكان ضئيلة جدًا. وعلى ما يبدو، كانت غالبية السكان أفرادًا من شعب السوتو، في حين سكن شعب كورانا (خويخوئيون) في أودية نهري أورانج وفال، إلى جانب قسم من جماعة بارولونغ في دراكنزبرغ، أما على الحدود الغربية فقد عاشت أعدادًا قليلة من شعب بوشمن. في أوائل القرن التاسع عشر، استقر شعب غريكوا في المنطقة شمال نهر أورانج.

### هجرة البوير
في عام 1824، غادر المزارعون الهولنديون والفرنسيون، الذين يعود أصلهم لجماعة الهوغونوتيين والألمان المعروفين باسم تريكبوير (الذين لقبوا لاحقًا باسم البوير من قِبَل الإنجليز)، مستعمرة كيب بحثًا عن المراعي لقطعانهم وهربًا من السيطرة البريطانية على الحكم في البلاد. حتى ذلك الوقت، وصل عدد قليل من الأوروبيين الذين عبروا نهر أورانج، الذين كانوا أساسًا صيادين أو مبشرين. بعد هجرة هؤلاء الأفراد الأوائل في عام 1836، بدأت الهجرة الكبرى في جنوب أفريقيا. غادر هؤلاء المهاجرون مستعمرة كيب لأسباب مختلفة، لكنهم جميعًا كانوا يسعون إلى الاستقلال عن السلطة البريطانية. أبرم هندريك بوتغيتر، زعيم أول حزب كبير، اتفاقًا مع ماكوانا، زعيم قبيلة باتونغ في باتسوانا، متنازلًا عن المنطقة بين نهري فيت وفال. عندما وصلت عائلات البوير لأول مرة إلى المنطقة اكتشفوا أن الأجزاء الشمالية من البلاد قد دمرت على يد الزعيم مزيليكازي وأفراد جماعة ماتابيلي خلال فترة مفياكانة، إلى جانب قدوم ثلاث قبائل للهجوم على الجماعات المستقرة ونهب الأرض ومواردها حتى دمرت بالكامل. ونتيجةً لذلك، خلت مساحات شاسعة من السكان. لكن سرعان ما اصطدم شعب البوير بمداهمات مجموعات مزيليكازي ضد الصيادين الذين عبروا نهر فال. تلا ذلك نشوب أعمال انتقامية حتى الهزيمة الكبرى للبوير في نوفمبر من عام 1837 على يد مزيليكازي، الذي فرّ بعد ذلك شمالًا واستقر في مدينة بولاوايو في زيمبابوي.
في غضون ذلك، استقرت مجموعة أخرى من المهاجرين الهولنديين في ثابا نشو، التي اتخذها الميثوديون كمحطة مهمة قبل وصولهم إلى بارولونغ. كان أفراد بارولونغ قد رحلوا من موطنهم الأصلي بقيادة زعيمهم موروكا الثاني، متجهين جنوبًا غربًا إلى لانغبرغ، ثم شرقًا إلى ثابا نشو. استقبل أفراد جماعة موروكا المهاجرين بلطف كبير، في حين حافظ البوير على علاقات ودية موحدة مع أفراد بارولونغ خاصةً بعد هزيمة مزيليكازي. في اجتماع عام أقيم في ديسمبر عام 1836، سعى المهاجرون لتأسيس شكل أولي من الحكومة الجمهورية. وبعد هزيمة مزيليكازي، تأسست بلدة وينبورغ (التي أطلق عليها البوير هذا الاسم تخليدًا لانتصارهم)، وانتُخب مجلس الشعب باسم «فولكسراد»، واختير بيت ريتيف، أحد أبرز أفراد الفورتريكر، «كحاكم وقائد عام». بلغ عدد المهاجرين حوالي 500 رجل، إلى جانب النساء والأطفال والعديد من الخدم. لكن سرعان ما دبّت الخلافات بين المهاجرين، الذين كانت أعدادهم تزداد باستمرار، لذا قام ريتيف وبوتخيتر، إلى جانب مجموعة من القادة، بعبور جبال دراكنزبرغ ودخول مملكة الزولو. أما الذين بقوا فقد انقسموا إلى عدة جماعات منفصلة.

## أعلام
- بوب روجرز
- ليندا أوليفييه
- داي سانت جون
- غوستاف كولسن

## وصلات خارجية
- (بالإنجليزية) "وصف العلم". أعلام العالم.
- Orange Free State Anthem on YouTube